# Parahollardia schmidti
Parahollardia schmidti és una espècie de peix de la família dels triacantòdids i de l'ordre dels tetraodontiformes.

## Hàbitat
És un peix marí, de clima subtropical i demersal que viu fins als 320 m de fondària.

## Distribució geogràfica
Es troba al Carib.

## Observacions
És inofensiu per als humans.